# Lüneburger Ilmenauniederung mit Tiergarten
Die Lüneburger Ilmenauniederung mit Tiergarten ist ein Naturschutzgebiet entlang der Ilmenau in der niedersächsischen Stadt Lüneburg, in den Gemeinden Wendisch Evern in der Samtgemeinde Ostheide sowie Deutsch Evern und Melbeck in der Samtgemeinde Ilmenau im Landkreis Lüneburg und in der Einheitsgemeinde Bienenbüttel im Landkreis Uelzen.

## Allgemeines
Das Naturschutzgebiet mit dem Kennzeichen NSG LÜ 282 ist circa 389 Hektar groß. Davon entfallen 364 Hektar auf den Landkreis Lüneburg und 25 Hektar auf den Landkreis Uelzen. Es ist vollständig Bestandteil des FFH-Gebietes „Ilmenau mit Nebenbächen“. Im Westen grenzt es an die Naturschutzgebiete „Hasenburger Bachtal“ und „Barnstedt-Melbecker Bach“ und im Osten an das Naturschutzgebiet „Dieksbeck“. Das Gebiet steht seit dem 13. Dezember 2007 unter Naturschutz. Zuständige untere Naturschutzbehörden sind die Landkreise Lüneburg und Uelzen.

## Beschreibung
Das Naturschutzgebiet liegt im Süden Lüneburgs und erstreckt sich entlang der Ilmenau bis wenige Kilometer nordwestlich von Bienenbüttel. Es umfasst den Flusslauf der Ilmenau mit ihrer Niederung, die Mündungsbereiche der Nebenbäche und die am Geestrand angrenzenden Wälder. In das Naturschutzgebiet einbezogen sind ferner die Nebenbäche Lausebach, Göxer Bach und Ordau im Lüneburger Tiergarten, einem Waldgebiet im Süden Lüneburgs, und Teile des Waldgebietes.
Das Gebiet wird geprägt vom mäandrierenden Flusslauf der Ilmenau. Die Überschwemmungen ausgesetzte Niederung wird überwiegend als Grünland landwirtschaftlich genutzt. Zum Teil liegen Flächen brach, nur vereinzelt sind Ackerflächen zu finden. Am Geestrand sind Eichen- und Buchenmischwälder zu finden, im Bereich des Lüneburger Tiergartens Feuchtwälder.
Im Schutzgebiet kommen u. a. Fischotter, Bachneunauge, Groppe, Kammmolch, Grüne Keiljungfer und Bachmuschel vor.
Das Naturschutzgebiet wird in Lüneburg von mehreren Bahnstrecken durchquert bzw. tangiert. Die Bahnstrecke Lüneburg–Soltau verläuft mit ihrer Querung der Ilmenau im Norden des Naturschutzgebietes, im Bereich des Lüneburger Tiergartens durchquert die Bahnstrecke Hannover–Hamburg Teile des Schutzgebietes, im Osten grenzt es an die als Wendlandbahn bezeichnete Bahnstrecke Wittenberge–Buchholz. Teile des Schutzgebietes im Bereich des Lüneburger Tiergartens grenzen im Südosten an die von den Bundesstraßen 4 und 209 gebildete Ortsumgehung Lüneburg, welche die Ilmenau ebenfalls im Naturschutzgebiet quert.
Der Ilmenau-Radweg sowie die beiden Radfernwege Weser-Harz-Heide-Radfernweg und Lüneburger Heide-Radweg verlaufen in Lüneburg am Rand des Naturschutzgebietes.